# Neuendorf B
Neuendorf B – dzielnica gminy Spantekow w Niemczech, w kraju związkowym Meklemburgia-Pomorze Przednie, w powiecie Vorpommern-Greifswald, w  Związku Gmin Anklam-Land  .